# Майкао

Расположение муниципалитета на карте департамента Гуахира

Майкао (исп. Maicao) — город и муниципалитет на севере Колумбии в департаменте Гуахира.

## География
Майкао расположен на полуострове Гуахира в пустыне Гуахира, в самой северной части Южной Америки, в 76 км от Риоачи, столицы департамента и второго по величине города близ границы с Венесуэлой (после города Кукута).
Население муниципалитета по состоянию на 2005 год составляло 103 124 человек, площадь — 1782 км², а плотность — 57,87 чел./км².

## Климат
Климат в Майкао засушливый, в течение года — два сезона дождей и два сухих сезона. Среднегодовая температура составляет 29° C.

## Религия
Хотя Колумбия преимущественно католическая страна, но в Майкао живет большое число иммигрантов из Ливана, исповедующих ислам. На средства ливанской общины в сентябре 1997 году построена мечеть Омара ибн аль-Хаттаба, которая является третьей по величине мечетью в Южной Америке (после мечетей Буэнос Айреса и Каракаса).